# Donja Kartlija
Donja Kartlija ili Kvemo Kartli (gru. ქვემო ქართლი, azer. Aşağı Kartli) je povijesna pokrajina i gruzijska administrativna regija u jugoistočnom dijelu gruzije. Glavni grad regije je Rustavi. 

## Stanovništvo
Administrativna regija Donja Kartlija jedna je od gušće naseljenih gruzijskih regija. Na 6.258 km² živi 511.300 stanovnika (2012.), što čini gustoću naseljenosti od 81.70 st./km². Etnički sastav je vrlo šarolik, a većinu ne čine Gruzijci (44,7 %), nego Azeri (45,1 %). Uz njih značajan udio u stanovništu imaju Pontski Grci i Rusi.

## Administrativna podjela
Regija Donja Kartlija dijeli se na šest manjih okruga (distrikta):
- Bolnisi
- Distrikt Gardabani
- Dmanisi
- Marneuli
- Tetriskaro
- Tsalka

## Vanjske poveznice
- Službena stranica  Arhivirana inačica izvorne stranice od 3. kolovoza 2012. (Wayback Machine)
- Kartli Portal
- Rezulatati popisa stanovništva u Gruziji 2002.